# Лонг (письменник)
Лонґ (дав.-гр. Λόγγος, лат. Longos; між 2 і 3 століттям) — давньогрецький (еллінський) письменник, одна з найзагадковіших постатей світової літератури, відомий своїм пастушим романом «Дафніс і Хлоя» (Δάφνις καὶ Χλόη). Даних про час і місце народження, його походження вчені не мають, навіть латинізоване прізвище «Лонґ» викликає сумніви — можливо, це прізвисько чи просто псевдонім. Жив Лонґ, очевидно, з початку 3 ст. н. е. Він був високоосвіченою людиною, добре обізнаною з еллінською класичною літературою, адже в його відомому творі «Дафніс і Хлоя» можна знайти прозові перекази мотивів віршів Феокріта, Сапфо. Про неабиякий інтелект Лонґа свідчить і те, що він вільно орієнтується і використовує здобутки як елліністичної буколіки(замилування природою), так і новоаттичної комедії (підкинуті та упізнані діти, розпізнавальні предмети). Також Лонґ рекомендує себе талановитим стилістом. Неповторної атмосфери читачеві надає контраст між наївністю почуттів героїв з одного боку і манірністю опису цих почуттів з іншого.

#### Час написання роману

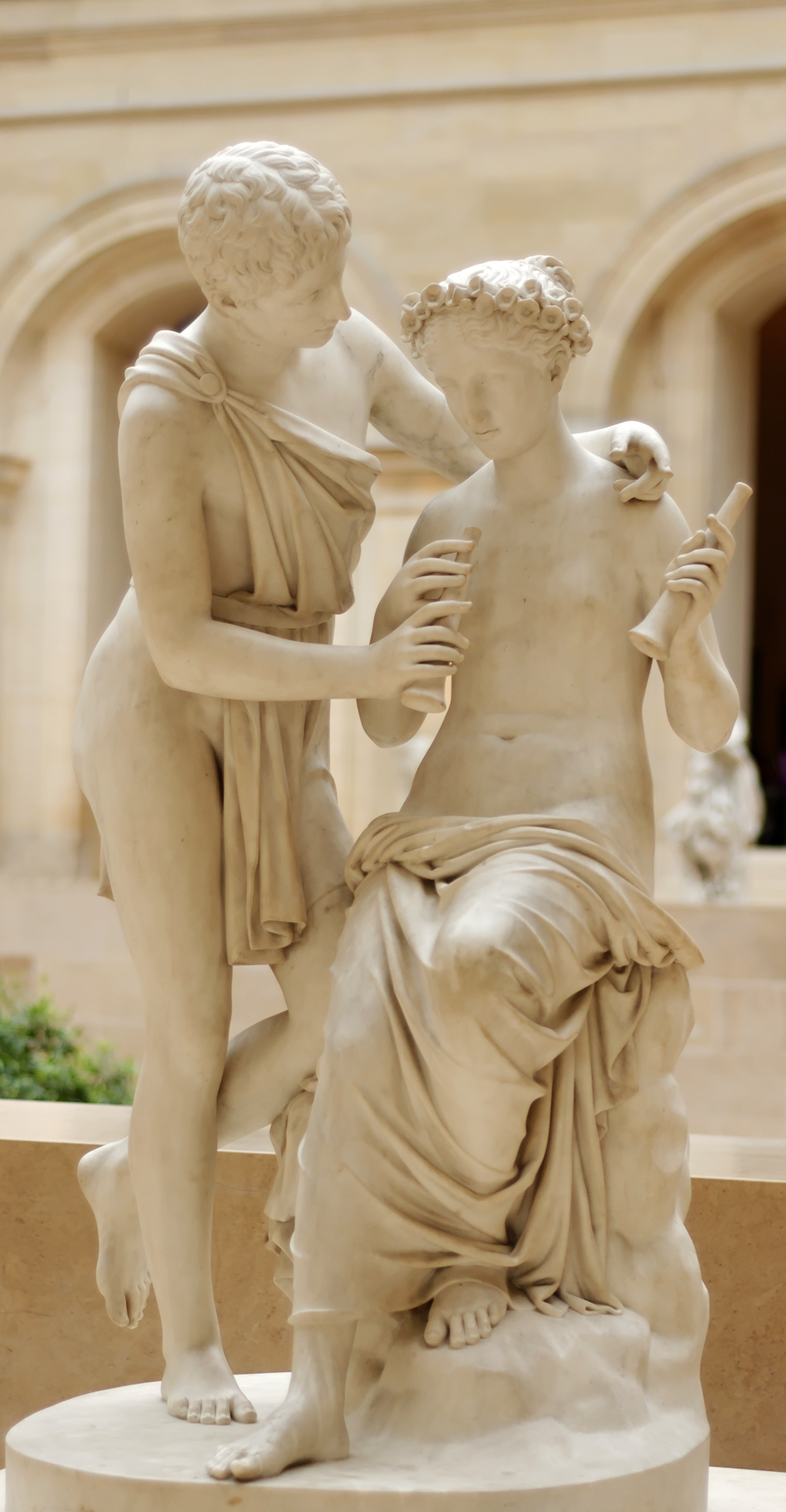
Дафніс і Хлоя роботи Жана-П'єра Корто

Велика невизначеність існує і стосовно часу написання роману.
Версії коливаються від кінця І ст. н. е. до початку VI ст. н. е.
Як правило, автори гіпотез спираються на соціально-історичне тло оповіді.
Зазвичай характеризується система землекористування в Лонґа: у його описі у великих маєтках використовується рабська праця, однак, поряд з латифундіями, існують невеликі земельні ділянки, які обробляють або колони латифундиста, або вільні селяни. Примітним при цьому є прагнення ідилічно змалювати сільське життя. Остання обставина схиляє до того, аби віднести текст до II ст. н. е., періоду відносної стабільності Римської імперії під час правління Антоніонів. У цей період закріпилася традиція уславлення «золотого віку» миру, а також тихих сільських радощів, патріархальної простоти, чистоти і суворості звичаїв.

#### «Дафніс і Хлоя»
Роман складається з 4 книг. Написаний ритмічною прозою.
Головні герої роману — юні пастух і пастушка, а сама дія розгортається на прекрасному
лоні природи Лесбії (мабуть, данина Лонґа його захопленню лірикою Сапфо).
Подібно до Гомерових поем. роман Лонґа розвивається у двох планах.
Перший присвячений життю селян, інший — сільським божествам, які піклуються про Дафніса
і Хлою від самого народження. Дія роману відбувається в еллінському селі, на узбережжі острова Лесбос, що в Егейському морі. Там мешкали два пастухи: козопас (раб) і вівчар (вільний). Якось козопас побачив, що його коза годує покинуте немовля — хлопчика, а при ньому пурпурова пелюшка, золота застібка і ножик із ручкою зі слонової кістки. Він усиновив маля і назвав Дафнісом.За два роки вівчар побачив, що його вівця годує покинуте немовля — дівчинку, а при ній шита золотом пов'язка, золочені туфельки й золоті браслети. Він узяв її за доньку і назвав Хлоєю. Діти виросли, він — красенем, вона — красунею, йому — п'ятнадцять, їй — тринадцять, він пас кіз, а вона — овець, разом гралися, дружили, «і можна б скоріше побачити, що вівці і кози нарізно пасуться, ніж зустріти порізно Дафніса з Хлоєю».
Якось літом Дафніс оступився, потрапив до вовчої ями і мало не загинув. Хлоя покликала сусіда, молодого пастуха-волопаса, і вдвох вони витягли Дафніса з ями. Той не розбився, але був весь в землі й бруді. Хлоя повела його до струмка і, доки він купався, помітила, який він гарний, і відчула в собі щось дивне: «Хвора я, а чим — не знаю; не поранена, а серце болить; сиджу в тіні, а вся палаю». Слова «кохання» вона не знала, але, коли сусід-волопас посперечався з Дафнісом, хто красивіший, і вони вирішили, щоб Хлоя поцілувала того, хто їй більше подобається, то Хлоя відразу поцілувала Дафніса. Після її поцілунку Дафніс теж відчув у собі щось дивне: «Дух у мене захопило, серце вискочити хоче, тане душа, і все ж знову хочу я її поцілунку: чи не зілля яке було на Хлоїних губах»? Слова «кохання» він теж не знав.
Прийшла осінь, настали виноградні свята, Дафніс і Хлоя веселилися разом з усіма, і тут підійшов до них старий пастух. "Було мені видіння, — сказав він, — явився мені малюк-Ерот із колчаном і луком і мовив: «Чи пам'ятаєш, як я пас тебе з твоєю нареченою? А тепер пасу я Дафніса і Хлою». «А хто такий Ерот?» — запитали підлітки. «Ерот — бог кохання, сильніший за самого Зевса; панує він над світом, надо богами, людьми і скотиною; намає від Ерота ліків ані в питві, ані в їжі, ані в замовляннях, один лише засіб — цілуватися, обніматися і нагими, притулившись, на землі лежати». Задумалися Дафніс і Хлоя і зрозуміли, що дивне їхнє томління — від Ерота. Подолавши страх, почали вони один із одним цілуватись, а потім і обніматися, а потім і неодягненими на землі лежати, але томління не минало, а що робити далі, вони не знали.
Аж тут трапилася біда з Хлоєю: молоді багаті нероби з сусіднього міста, посварившись із селянами, напали на них, викрали череду, а з нею й красуню-пастушку. Дафніс у розпачі почав благати сільських богів — німф і Пана. І Пан напустив на викрадачів свій «панічний жах»: обплівши награбоване плющем, звелів козам вити по-вовчому, пустив по землі вогонь, а по морю шум. Перелякані лиходії негайно повернули украдене, а возз'єднані закохані присягнулися один одному у вірності: «Цим стадом клянусь і козою, яка вигодувала мене: ніколи не покину я Хлою!».
Прийшло наступне літо, і Хлою почали сватати женихи. Дафніс почорнів: адже він раб, а вони — вільні та заможні. Але на допомогу йому прийшли добрі сільські німфи: уві сні вказали юнакові, де знайти великий скарб, і хлопець розбагатів. Дафнісові й Хлоїні прийомні батьки зраділи та вирішили: коли восени поміщик об'їжджатиме свій маєток, просити його погодитися на весілля.
Прийшла осінь, з'явився поміщик. Прийомний батько Дафніса кинувся господареві в ноги і розповів, як знайшов колись немовля в багатому уборі. Поміщик дивиться: «О боги, чи не ті це речі, що колись ми з дружиною залишили біля сина, якого підкинули, щоб не дробити спадщини? А тепер наші діти померли, ми гірко каємося, просимо у тебе вибачення, Дафніс, і кличемо знову в батьківський дім». І він забрав юнака з собою. Хлою повели до панського будинку, де бенкетували місцеві багатії. Один із них побачив у Хлоїних руках її дитячу пов'язку і впізнав у ній свою дочку: колись він розорився і від бідності кинув її, а тепер розбагатів і знову знайшов своє дитя. Справляють весілля Дафніса й Хлої, і живуть вони довго і щасливо, дітей їх вигодовують кози і вівці, а німфи, Ерот і Пан радіють, милуючись на їх любов і злагоду. Так щасливо закінчується ця «солодка антична казка»…
Із плином часу роман «Дафніс і Хлоя» отримував дуже суперечливі оцінки: від докорів у надмірній «солодкості» стилю до захоплених відгуків. Показовою тут є думка Й.Гете: «Твір Лонґа свідчить про високий ступінь культури і мистецтва… І скільки смаку, яка досконалість і тонкість вражень».

### Роман в історії
В історії пасторалі роман Лонґа займає значне місце. Його читали і любили вже у Візантії. Особливою популярністю він користувався в XV—XVI ст. у середовищі придворної аристократії, яка захоплювалася пастораллю. За новіших часів повість Лонґа викликала захоплений відгук Ґете, а, починаючи з XVI ст., багато разів перекладалася всіма європейськими мовами. Західна Європа познайомилася з романом завдяки французькому перекладу Жака Аміо (1559).
Знаменитими послідовниками Лонґа були Торквато Тассо (драма «Амінта»), Бернарден де Сен-П'єр (роман «Поль і Віргінія») і насамперед Соломон Гесснер.
Поміж популярних тоді еллінських романів найбільшу славу у віках здобув саме любовно-буколічний роман
Лонґа «Дафніс і Хлоя». Головні герої — не родовиті молоді люди, як у більшості тогочасних романів, а дві пастухи-знайди, хлопчик і дівчинка, тому розповідь про їхню долю має виразне соціально-сентиментальне забарвлення. Цікаво також, що для того часу по-новому представлений основний мотив романної схеми — возз'єднання героя і героїні. У традиційному тогочасному романі їхньому любовному з'єднанню перешкоджали зовнішні причини, натомість у Лонґа причини внутрішні: дитяча простота, наївність, чистота героїв. Тим самим типовий тоді авантюрний роман перетворюється на подобу роману психологічного, а увага читача зосереджується на витончено виписаних відтінках любовного томління недосвідчених пастушків на тлі квітучого ідилічного пейзажу. За його романом створено однойменний фільм Ю.Кузьменка «Дафніс і Хлоя» (1993).

## Переклади українською
- Лонг; Харітон. Античний роман. Лонг: Дафніс і Хлоя; Харітон: Херей і Калліроя / пер. з давньогрецької Віталій Маслюк, Йосип Кобів, Юрій Цимбалюк. — Дрогобич : Коло, 2004. — 192 с. — ISBN 10:9667996247.